# Montagut (Quart)
El Montagut és una muntanya de 401 metres que es troba al municipi de Quart, a la comarca del Gironès.